# Bryan Clay
Bryan Ezra Tsumoru Clay (Austin, 3 gennaio 1980) è un multiplista statunitense.
È stato campione olimpico del decathlon a Pechino 2008. È inoltre uno dei soli quattro decatleti (gli altri tre sono Dan O'Brien, Roman Šebrle e Ashton Eaton) in grado di vincere i tre titoli di Giochi olimpici, Mondiali outdoor e Mondiali indoor.

## Palmarès
| Anno | Manifestazione  | Sede        | Evento    | Risultato | Prestazione | Note                                     |
| ---- | --------------- | ----------- | --------- | --------- | ----------- | ---------------------------------------- |
| 2001 | Mondiali        | Edmonton    | Decathlon | dnf       | dnf         |                                          |
| 2003 | Mondiali        | Saint-Denis | Decathlon | dnf       | dnf         |                                          |
| 2004 | Mondiali indoor | Budapest    | Eptathlon | Argento   | 6 365 p.    | Miglior prestazione personale            |
| 2004 | Giochi olimpici | Atene       | Decathlon | Argento   | 8 820 p.    |                                          |
| 2005 | Mondiali        | Helsinki    | Decathlon | Oro       | 8 732 p.    | Miglior prestazione mondiale stagionale  |
| 2006 | Mondiali indoor | Mosca       | Eptathlon | Argento   | 6 187 p.    | Miglior prestazione personale stagionale |
| 2007 | Mondiali        | Osaka       | Decathlon | dnf       | dnf         |                                          |
| 2008 | Mondiali indoor | Valencia    | Eptathlon | Oro       | 6 371 p.    | Miglior prestazione mondiale stagionale  |
| 2008 | Giochi olimpici | Pechino     | Decathlon | Oro       | 8 791 p.    |                                          |
| 2010 | Mondiali indoor | Doha        | Eptathlon | Oro       | 6 204 p.    | Miglior prestazione personale stagionale |

## Campionati nazionali
- 3 volte campione nazionale del decathlon (2004, 2005, 2008)